# اتحاد جورجيا لكرة القدم

مقر الاتحاد في تبليسي

تأسس الاتحاد الجورجي لكرة القدم في عام 1936م وانضم إلى الإتحاد الدولي لكرة القدم في 1992م وإنضم إلى الاتحاد الأوروبي لكرة القدم في 1992، كان الاتحاد جزءًا من الاتحاد السوفيتي لكرة القدم من 1936 إلى 1989، تم إنشاء الاتحاد الجورجي المستقل في 15 فبراير 1990.